# Lojkania separans
Lojkania separans är en svampart som först beskrevs av Ellis & Everh., och fick sitt nu gällande namn av M.E. Barr 1984. Lojkania separans ingår i släktet Lojkania och familjen Fenestellaceae.   Inga underarter finns listade i Catalogue of Life.